# John Antwi
John Antwi (né le 6 août 1992 à Sékondi au Ghana) est un footballeur ghanéen évoluant au poste d'attaquant.

## Biographie
David Antwi naît à Sékondi. Il rejoint très vite le club de sa ville, le Sekondi Wise Fighters, où il ne reste qu'un an. En effet, à 20 ans il rejoint l'Égypte et le club d'Ismaily. 
Pour sa première saison, il inscrit 5 buts en championnat mais la compétition est arrêtée 6 mois plus tard, à cause des troubles dans le pays.
Il explose lors de sa deuxième saison, où il inscrit 4 buts lors des deux premiers matchs (deux doublés). Des prestations impressionnante du fait de son jeune âge, 21 ans.

## Palmarès
- Champion d'Égypte en 2016